# 塩田雅紀
塩田 雅紀（しおた まさき、1969年 - ）は、日本の映像作家、アニメーター。
主に、NHKの音楽番組「みんなのうた」などのアニメーションを制作している。東京都生まれ。

## 作成作品一覧

### みんなのうた
- ◆は5分間1曲枠の楽曲。
- 大きな古時計 / 平井堅（2002年8月・9月放送）

### CDジャケット
- 夏雲ノイズ / スキマスイッチ（2004年6月23日）[1]
- 空創クリップ / スキマスイッチ（2005年7月20日）[1]
- 夕風ブレンド / スキマスイッチ（2006年11月29日）[1]
- みんなのスキマスイッチ（2024年5月29日）[1]

### 絵本
- パンになる夢 / 越智典子（2001年10月31日）